# XIX Liga Andaluza de Futbol Americano
La XIX Liga Andaluza de Futbol Americano è la 19ª edizione del campionato di football americano, organizzato dalla FAFA.

## Squadre partecipanti
| Club                | Città                    | Stadio | Sponsor ufficiale | Risultato nella stagione 2019 |
| ------------------- | ------------------------ | ------ | ----------------- | ----------------------------- |
| Almería Barbarians  | Almería                  |        |                   |                               |
| El Puerto Seagulls  | El Puerto de Santa María |        |                   |                               |
| Granada Lions       | Granada                  |        |                   |                               |
| Mairena Blue Devils | Palomares del Río        |        |                   |                               |
| Málaga Corsairs     | Malaga                   |        |                   |                               |
| Sevilla Linces      | Siviglia                 |        | Inmobalia         |                               |

## Stagione regolare

### Calendario

#### 1ª giornata
| El Puerto de Santa María 9 novembre 2019, ore 16:00 | El Puerto Seagulls | 0 – 21 (0-6 0-9 0-6) referto | Sevilla Linces | Ciudad Deportiva Municipal Rafael Ciudad\| Arbitro: \| Parrado Parrado \| |
| Arbitro:                                            | Parrado Parrado    |                              |                |                                                                           |

| Maracena 10 novembre 2019, ore 12:30 | Granada Lions | 40 – 2 (9-0 31-0 0-2) referto | Málaga Corsairs | Ciudad Deportiva\| Arbitro: \| Mattei Galvez \| |
| Arbitro:                             | Mattei Galvez |                               |                 |                                                 |

#### 2ª giornata
| Siviglia 23 novembre 2019, ore 16:00 | Sevilla Linces     | 0 – 27 (0-7 0-6 0-7 0-7) referto | Granada Lions | Campo de rugby San Jerónimo\| Arbitro: \| Fernández Martínez \| |
| Arbitro:                             | Fernández Martínez |                                  |               |                                                                 |

| Mairena del Aljarafe 24 novembre 2019, ore 11:00 | Mairena Blue Devils | 27 – 0 (14-0 7-0 0-0 6-20) referto | El Puerto Seagulls | Estadio de Futbol Municipal Francisco Castilla Romero\| Arbitro: \| Parrado Parrado \| |
| Arbitro:                                         | Parrado Parrado     |                                    |                    |                                                                                        |

| Malaga 24 novembre 2019, ore 11:00 | Málaga Corsairs  | 0 – 12 (0-6 0-0 0-6 0-0) referto | Almería Barbarians | Football field JUVAL\| Arbitro: \| Barranco Herrera \| |
| Arbitro:                           | Barranco Herrera |                                  |                    |                                                        |

#### 3ª giornata
| Benahadux 22 dicembre 2019, ore 11:00 | Almería Barbarians | 6 – 14 (0-0 6-7 0-0 0-7) referto | Málaga Corsairs | Campo De Futbol Municipal Jeronimo Rodriguez\| Arbitro: \| Martín Padial \| |
| Arbitro:                              | Martín Padial      |                                  |                 |                                                                             |

| Mairena del Aljarafe 22 dicembre 2019, ore 11:00 | Mairena Blue Devils | 7 – 31 (0-12 7-7 0-0 0-12) referto | Sevilla Linces | Estadio de Futbol Municipal Francisco Castilla Romero\| Arbitro: \| Parrado Parrado \| |
| Arbitro:                                         | Parrado Parrado     |                                    |                |                                                                                        |

| Maracena 22 dicembre 2019, ore 12:30 | Granada Lions | 38 – 0 (9-0 22-0 7-0) referto | El Puerto Seagulls | Ciudad Deportiva\| Arbitro: \| Mattei Galvez \| |
| Arbitro:                             | Mattei Galvez |                               |                    |                                                 |

#### 4ª giornata
| Benahadux 12 gennaio 2020, ore 11:00 | Almería Barbarians | 0 – 47 (0-12 0-2 0-6 0-27) referto | Granada Lions | Campo De Futbol Municipal Jeronimo Rodriguez\| Arbitro: \| Mattei Galvez \| |
| Arbitro:                             | Mattei Galvez      |                                    |               |                                                                             |

#### Recuperi 1
| Malaga 19 gennaio 2020, ore 11:00 | Málaga Corsairs  | 7 – 28 (0-7 0-0 7-0 0-21) referto | Mairena Blue Devils | Football field JUVAL\| Arbitro: \| Barranco Herrera \| |
| Arbitro:                          | Barranco Herrera |                                   |                     |                                                        |

#### 5ª giornata
| Siviglia 25 gennaio 2020, ore 16:00 | Sevilla Linces | 0 – 29 (0-7 0-9 0-13) referto | Mairena Blue Devils | Campo de rugby San Jerónimo\| Arbitro: \| Mattei Galvez \| |
| Arbitro:                            | Mattei Galvez  |                               |                     |                                                            |

| El Puerto de Santa María 25 gennaio 2020, ore 17:00 | El Puerto Seagulls | 0 – 35 (0-6 0-10 0-6 0-13) referto | Málaga Corsairs | Ciudad Deportiva Municipal Rafael Ciudad |

#### Recuperi 2
| Maracena 2 febbraio 2020, ore 12:30 | Granada Lions | 38 – 0 (7-0 15-0 16-0) referto | Almería Barbarians | Ciudad Deportiva\| Arbitro: \| Mattei Galvez \| |
| Arbitro:                            | Mattei Galvez |                                |                    |                                                 |

#### 6ª giornata
| El Puerto de Santa María 15 febbraio 2020, ore 16:00 | El Puerto Seagulls | 0 – 45 (0-13 0-13 0-6 0-13) referto | Mairena Blue Devils | Ciudad Deportiva Municipal Rafael Ciudad |

| Benahadux 16 febbraio 2020, ore 11:00 | Almería Barbarians | 6 – 19 (6-0 0-6 0-0 0-13) referto | Sevilla Linces | Campo De Futbol Municipal Jeronimo Rodriguez\| Arbitro: \| Izuel Rios \| |
| Arbitro:                              | Izuel Rios         |                                   |                |                                                                          |

| Malaga 16 febbraio 2020, ore 11:00 | Málaga Corsairs | 0 – 35 (0-2 0-14 0-12 0-7) referto | Granada Lions | Football field JUVAL\| Arbitro: \| Mattei Galvez \| |
| Arbitro:                           | Mattei Galvez   |                                    |               |                                                     |

#### Recuperi 3
| Siviglia 29 febbraio 2020, ore 16:00 | Sevilla Linces | 6 – 0 (a tavolino) referto | El Puerto Seagulls | Campo de rugby San Jerónimo\| Arbitro: \| Arjona Tello \| |
| Arbitro:                             | Arjona Tello   |                            |                    |                                                           |

| Mairena del Aljarafe 1º marzo 2020, ore 11:00 | Mairena Blue Devils | 42 – 6 (7-0 7-0 21-6 7-0) referto | Almería Barbarians | Estadio de Futbol Municipal Francisco Castilla Romero\| Arbitro: \| Fernández Martínez \| |
| Arbitro:                                      | Fernández Martínez  |                                   |                    |                                                                                           |

### Classifica
La classifica della regular season è la seguente:
- PCT = percentuale di vittorie, G = partite giocate, V = partite vinte,  P = partite perse, PF = punti fatti, PS = punti subiti

| Pos. | Squadra             | PCT   | G | V | N | P | PF  | PS  |
| ---- | ------------------- | ----- | - | - | - | - | --- | --- |
| 1    | Granada Lions       | 1.000 | 6 | 6 | 0 | 0 | 225 | 2   |
| 2    | Mairena Blue Devils | .833  | 6 | 5 | 0 | 1 | 178 | 44  |
| 3    | Sevilla Linces      | .667  | 6 | 4 | 0 | 2 | 77  | 69  |
| 4    | Málaga Corsairs     | .333  | 6 | 2 | 0 | 4 | 58  | 121 |
| 5    | Almería Barbarians  | .167  | 6 | 1 | 0 | 5 | 30  | 160 |
| 6    | El Puerto Seagulls  | .000  | 6 | 0 | 0 | 6 | 0   | 172 |

## Playoff

### Tabellone
|  | Semifinali | Semifinali          | Semifinali |  |  | XIX Final | XIX Final | XIX Final |  |
|  |            |                     |            |  |  |           |           |           |  |
|  | 1          | Granada Lions       |            |  |  |           |           |           |  |
|  | 1          | Granada Lions       |            |  |  |           |           |           |  |
|  | 3          | Sevilla Linces      |            |  |  |           |           |           |  |
|  | 3          | Sevilla Linces      | TBD        |  |  |           |           |           |  |
|  |            |                     |            |  |  |           |           |           |  |
|  |            |                     | TBD        |  |  |           |           |           |  |
|  | 4          | Málaga Corsairs     |            |  |  |           |           |           |  |
|  | 4          | Málaga Corsairs     |            |  |  |           |           |           |  |
|  | 2          | Mairena Blue Devils |            |  |  |           |           |           |  |

### Semifinali
| Mairena del Aljarafe 15 marzo 2020, ore 11:00 | Mairena Blue Devils | – referto | Málaga Corsairs | Estadio de Futbol Municipal Francisco Castilla Romero |

| Maracena 15 marzo 2020, ore 12:30 | Granada Lions | – referto | Sevilla Linces | Ciudad Deportiva |

### XIX Final de la LAFA
| 28 marzo 2020 | TBD | – referto | TBD |  |